# 老鼓樓衙署遺址
老鼓樓衙署遺址位於重慶市渝中區朝天门街道解放东路巴县衙门，遺址建築規模宏大，紀年明確，推測可能是南宋四川制置使余玠組織抗蒙時期的衙署遺址，中心為一處保存較好的夯土包磚式高台建築，現狀略呈方形。築牆磚上發現有「淳祐乙巳東窯城磚」，「淳祐乙巳西窯城磚」等紀年銘文。2013年3月5日公佈為第七批全國重點文物保護單位。